# Sudan i olympiska sommarspelen 1972
Sudan deltog i de olympiska sommarspelen 1972 med en trupp bestående av 41 deltagare, men ingen av dessa erövrade någon medalj.